# تلوين الأفلام

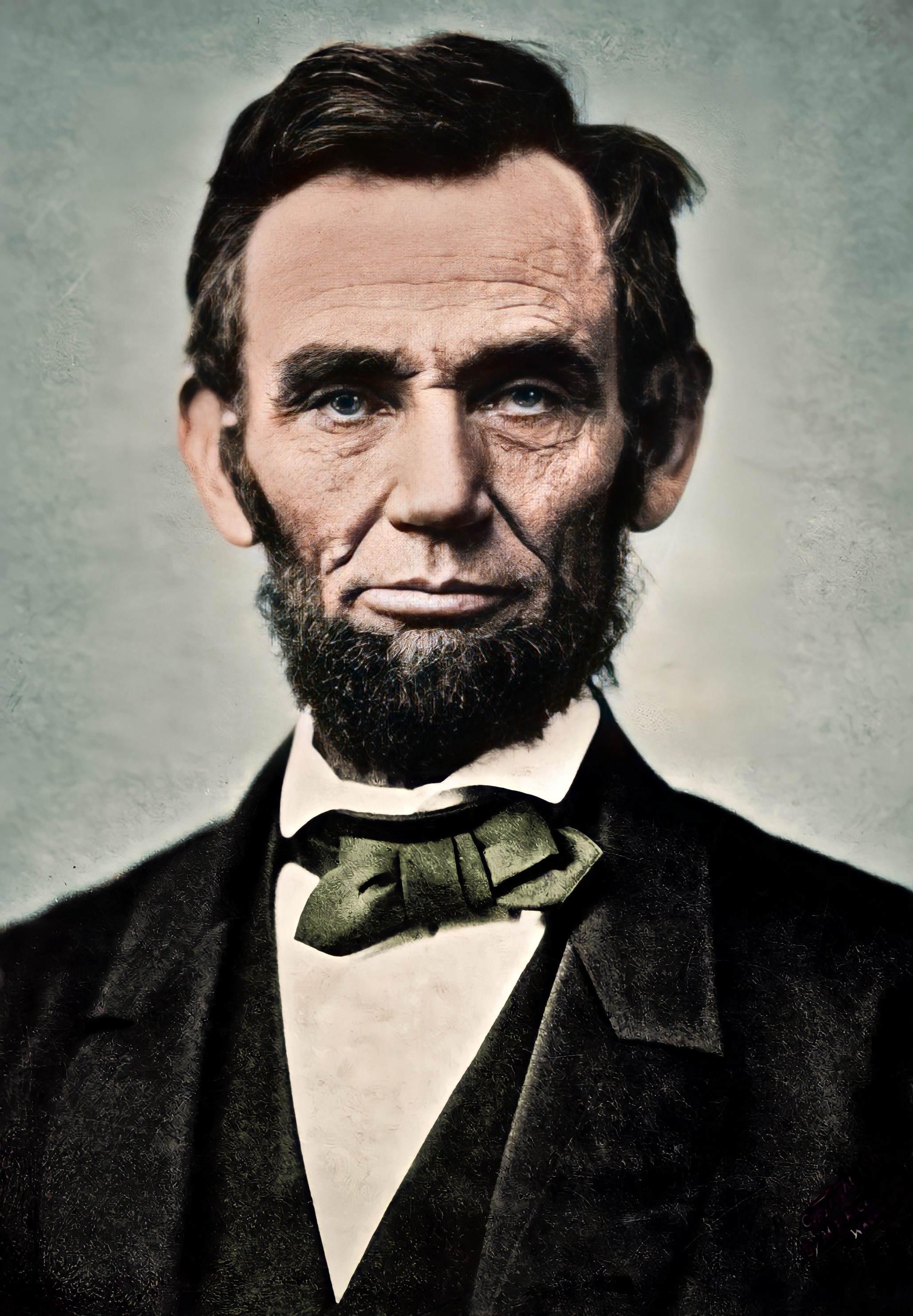

تلوين الأفلام هي عملية إضافة ألوان إلى صور الأبيض والأسود أو البني الداكن أو غيرها من الصور المتحركة وحيدة اللون. قد تُجرَى كتأثير خاص «لتحديث» الأفلام بالأبيض والأسود أو لترميم الأفلام الملونة. ترجع الأمثلة الأولى إلى أوائل القرن العشرين لكن أصبح التلوين شائعًا بانتشار معالجة الصور الرقمية.

## بدايات التقنية

### التلوين باليد
أول طرق تلوين الفيلم كانت تتم من قبل الأفراد. كانت أوائل طرق تلوين الأفلام تجري على يد أفراد فعلى سبيل المثال ما لا يقل عن 4٪ من إنتاج جورج مليس بما في ذلك بعض المطبوعات من رحلة إلى القمر من عام 1902 وأفلام أساسية أخرى كمملكة الجنيات والرحلة المستحيلة وحلاق إشبيلية ملونة يدوياً في مختبر إليزابيث ثويلير للتلوين في باريس. قامت ثويلير التي كانت ملوِّنة لمنتجات الزجاج والسليلويد بإدارة استوديو يضم مئتي شخص يرسمون بالفرشاة مباشرة على الأفلام الخام بألوان تختارها وتحددها هي عبر تحديد لون مختلف لكل عامل في خط التجميع مع استخدام أكثر من عشرين لونًا منفصلاً غالبًا للفيلم الواحد. أنتج مختبر ثويلير حوالي ستين نسخة ملونة باليد من رحلة إلى القمر لكن المعروف أن نسخة واحدة فقط موجودة.  إنَّ أول فيلم روائي طويل كامل صُنِع بالتلوين باليد كان «المعجزة» عام 1912.
كانت العملية تُجرَى دوماً يدوياً وأحيانًا باستخدام قالب مرسام من طبعة ثانية للفيلم مثل عملية باثيكولور.
استُخدمت عمليات التلوين اليدوي حتى أواخر العشرينيات في اللقطات الفردية في الجشع (1924) وشبح الأوبرا (1925) (وكلاهما يستخدم عملية هاندشيغل للتلوين). ونادراً ما استُخدمت في فيلم كامل مثل سيرانو دي بيرجيراك(1925)   والأيام الأخيرة في بومباي (1926).
بقيت طرق التلوين هذه تُستخدم حتى طُورت طريقة الفيلم الملون الفعالة. خلال أواخر الستينيات وأوائل السبعينيات أُعيد توزيع أفلام الأبيض والأسود الكرتونية بيتي بوب وميكي ماوس ولوني تونز بالألوان. تحت إشراف فريد لادد أُضيف اللون عبر شف الإطارات الأصلية بالأبيض والأسود على سيللولويدات جديدة للرسوم المتحركة ثم إضافة اللون إلى السيلولويدات الجديدة في كوريا الجنوبية. اختصاراً الوقت والنفقات أُهملت عملية لادد مرة كل إطارين مما خفض معدل الإطار إلى النصف فدهورت هذه التقنية الجودة إلى درجة أن بعض الرسوم المتحركة لم تُنقَل أو غُيرت عن طريق الخطأ. إن أحدث الرسوم المتحركة بالأبيض والأسود المعاد تلوينها هي رسوم بوباي في استوديوهات فليشر/ستوديوهات فيمص ورسوم الكابتن والأطفال في هارمان-إزنغ وميري ميلوديز وإم جي إم والتي لُوِّنت عام 1987 لبثها على شبكات تونر.  تمكنت الاستوديوهات بفضل تقنية الكمبيوتر من إضافة الألوان إلى أفلام الأبيض والأسود عبر التلوين الرقمي للكائنات المفردة في كل إطار من الفيلم إلى أن تُلوَّن بالكامل (شُغِّلت أولى برامج تلوين الكمبيوتر المعتمدة لرسوم بي آند دبليو المتحركة بواسطة شركة وارنر بروذرز عام 1990) وقد اخترع الكندي ويلسون ماركل الطريقة الأولى واستُخدمت لأول مرة عام 1970 لإضافة اللون إلى لقطات أحادية اللون للقمر من مهمات برنامج أبولو.

### التلوين الرقمي
بدأ التلوين المحوسب في السبعينيات بطريقة ويلسون ماركل. كان لتلك المحاولات المبكرة للتلوين تباين خفيف وألوان باهتة جامدة وشاحبة ومع ذلك فقد تحسنت التكنولوجيا باطراد منذ الثمانينيات.
لتنفيذ تلوين رقمي تُستخدم نسخة رقمية من أفضل نسخة للفيلم بالأبيض والأسود وبمساعدة برنامج الكمبيوتر يقوم الفنيون بربط مجموعة من المستويات الرمادية بكل كائن ويوضحون للكمبيوتر كل حركة للكائنات داخل اللقطة. البرنامج قادر أيضًا على استشعار اختلافات مستوى الإضاءة من إطار لآخر وتصحيحه حين الضرورة. يختار الفني لونًا لكل كائن بناءً على ألوان «الذاكرة» الشائعة - مثل السماء الزرقاء والسحب البيضاء ولون البشرة والعشب الأخضر - وعلى أي معلومات تخص الألوان المستخدمة في الفيلم. فإذا كان شيوع اللون في السكون والحركة قابلاً للفحص فيمكن تطبيق الألوان الأصلية. أما في غياب أي معلومات أفضل فيمكن للفنيين اختيار الألوان التي تناسب المستوى الرمادي وتوافق ما يريده المخرج للمشهد. يربط البرنامج تباين اللون الأساسي مع كل درجة للرمادي في الكائن محافظاً على درجات الشدة كما في اللون الوحيد الأصلي. يتبع البرنامج كل كائن من إطار لآخر مطبِّقاً نفس اللون حتى يخرج الكائن من الإطار. عندما تدخل الكائنات الجديدة في الإطار يجب على الفني ربط الألوان بكل كائن جديد بنفس الطريقة الموضحة أعلاه. نال هذا الأسلوب براءة اختراع عام 1991.
يبدأ الفنان لتلوين صورة ثابتة عادةً بتقسيم الصورة إلى مناطق ثم يعيِّن لوناً لكل منطقة. هذا الأسلوب المعروف أيضًا بطريقة التجزئة متعب ويستغرق وقتًا طويلاً خاصةً في غياب خوارزميات تلقائية بالكامل لتحديد حدود المنطقة المشوشة أو المعقدة كالحدود بين شعر الشخص ووجهه. يتطلب تلوين الصور المتحركة أيضًا تعويض الحركة وتتبُّع المناطق نظرًا لأن الحركة تحدث من إطار لآخر.
تدَّعي العديد من الشركات أنها أنتجت خوارزميات تتبع المنطقة التلقائي:
- تصف ليجند فيلمز جوهر تقنيتها باعتباره التعرف على الأنماط وتكوين الخلفية التي تتحرك وتتحول الأقنعة الأمامية والخلفية من إطار إلى إطار. في هذه العملية تُلون الخلفيات بشكل منفصل في إطار مركب واحد يعمل كقاعدة بيانات مرئية للقطع ويتضمن جميع بيانات الطباعة على كل حركة كاميرا وبمجرد أن تُلوَّن المساحات الأمامية تُطبَّق أقنعة الخلفية من إطار إلى إطار.
- تصف فرشاة الزمن طريقة تستند إلى تقنية الشبكة العصبية التي تنتج ألوانًا مشبعة متموجة مع خطوط واضحة بدون تبعثر. تعتبر الطريقة فعالة من حيث التكلفة لأنها تعتمد على أجهزة الكمبيوتر بدلاً من الجهد البشري كما أنها مناسبة أيضًا للتلوين منخفض الجودة وجودة البث أو العرض المسرحي.
- يصف فريق من كلية بنين لعلوم وهندسة علوم الحاسوب في الجامعة العبرية في القدس أسلوبهم كطريقة تفاعلية لا تتطلب كشفاً يدوياً دقيقاً للمنطقة ولا تتبعاً دقيقاً فهي تعتمد على فرضية أن وحدات البيكسل المجاورة في المكان والزمان ذات المستويات الرمادية المتماثلة يجب أن يكون لها أيضًا ألوان متشابهة.[5]